# Олег і рідкісні види мистецтва
«Олег і рідкісні види мистецтва» (ісп. Oleg y las raras artes) — іспанський документальний фільм, знятий Андресом Дуке. Світова прем'єра стрічки відбулась 2 лютого 2016 року на Роттердамському міжнародному кінофестивалі, а в Україні — на Одеському міжнародному кінофестивалі. Фільм розповідає про російського композитора Олега Каравайчука та його творчість.

## Визнання
| Нагороди та номінації фільму «Олег і рідкісні види мистецтва» | Нагороди та номінації фільму «Олег і рідкісні види мистецтва» | Нагороди та номінації фільму «Олег і рідкісні види мистецтва» | Нагороди та номінації фільму «Олег і рідкісні види мистецтва» | Нагороди та номінації фільму «Олег і рідкісні види мистецтва» | Нагороди та номінації фільму «Олег і рідкісні види мистецтва» |
| Рік                                                           | Кінопремія / Кінофестиваль                                    | Категорія / Нагорода                                          | Номінант                                                      | Результат                                                     |                                                               |
| ------------------------------------------------------------- | ------------------------------------------------------------- | ------------------------------------------------------------- | ------------------------------------------------------------- | ------------------------------------------------------------- | ------------------------------------------------------------- |
| 2016                                                          | Міжнародний документальний кінофестиваль «Точка зору»         | Гран-прі                                                      | «Олег і рідкісні види мистецтва»                              | Перемога                                                      |                                                               |
| 2016                                                          | Міжнародний документальний кінофестиваль Cinéma du Réel       | Спеціальна згадка                                             | «Олег і рідкісні види мистецтва»                              | Перемога                                                      |                                                               |
| 2016                                                          | Міжнародний документальний кінофестиваль Cinéma du Réel       | Найкращий композитор                                          | Олег Каравайчук                                               | Перемога                                                      |                                                               |
| 2016                                                          | Одеський міжнародний кінофестиваль                            | Найкращий європейський документальний фільм                   | «Олег і рідкісні види мистецтва»                              | Номінація                                                     |                                                               |